# Людина змінює шкіру (фільм, 1959)
Про однойменний радянський 5-серійний художній фільм 1979 року див. Людина змінює шкіру
«Людина змінює шкіру» — радянський двосерійний художній фільм режисера Рафаїла Перельштейна, знятий ним в 1959 році на кіностудії «Таджикфільм» за мотивами однойменного роману Бруно Ясенського. Прем'єра в Душанбе відбулася в лютому 1960 року.

## Сюжет
Йде будівництво Вахшського каналу — однієї з найбільших новобудов першої п'ятирічки. Сюди прибувають за контрактом два американця. Досвідчений шпигун полковник Бейлі, який представився безневинним мандрівником містером Муррі, пізніше буде спійманий на місці злочину і викритий. А містер Кларк (Сергій Курилов), який приїхав на канал «робити гроші», поступово переконається у тому, що робота і політика не такі вже різні поняття. Не приймаючи соціалізм, він цілком щиро симпатизує ентузіазму радянських людей. Любов до перекладачки — комсомолки Марії Полозової (Ізольда Ізвицька) — допомагає Кларку осмислити те, що відбувається. У центрі подій складного будівництва виявляється і інженер Уртабаєв (Гурміндж Завкібеков) — сильна, яскрава людина, один з перших представників таджицької інтелігенції. Його підозрюють у шкідництві. Однак Уртабаєв не з тих, хто «ламається», — він доводить свою непричетність до диверсій і залишається одним з перших авторитетів будівництва. У святковий день відкриття каналу розгромлена остання банда басмачів, в сутичці з якою гине комсомольський ватажок Карім.

## У ролях
- Гурміндж Завкібеков —  Саїд Уртабаєв
- Сергій Курилов —  містер Кларк
- Ізольда Ізвицька —  Маша Полозова
- Сергій Столяров —  Володимир Іванович Синіцин
- Володимир Ємельянов —  Комаренко
- Сергій Голованов —  Морозов
- Джахон Саїдмурадов —  Карім
- Борис Виноградов —  містер Муррі
- Аслі Бурханов —  Ходжияров
- Наталія Медведєва —  Валентина Синіцина
- Юрій Кірєєв —  Тарєлкін
- Григорій Кирилов —  Єрьомін
- Олексій Преснецов —  Немировський
- Нінель Мишкова —  Немировська
- Павло Волков —  Савельїч
- Володимир Іванов —  Птіцин
- Микола Бармін —  Метьолкін
- Абдульхайр Касимов —  Фаткулла
- Микола Волчков —  партслідчий
- Борис Шліхтінг —  Начальник пристані
- Пулат Ахмедов —  комсомолець
- Сергій Юртайкін —  член бригади Тарєлкіна
- Віктор Уральський —  член бригади Тарєлкіна
- Олександр Лебедєв —  Лебедєв, член бригади Тарєлкіна
- Олександр Кузнецов —  член бригади Тарєлкіна

## Знімальна група
- Режисер — Рафаїл Перельштейн
- Сценаристи — Дмитро Васіліу, Леонід Рутицький
- Оператор — Михайло Каплан
- Композитори — Олександр Пірумов, Шарофіддін Сайфіддінов
- Художник — Юрій Волчанецький